# Tháng 12 năm 2011
Tháng 12 năm 2011 bắt đầu vào thứ Năm và kết thúc sau 31 ngày vào thứ Bảy.

## Chủ đề:Thời sự
| 24 tháng 03, 2025 Chính trị và bầu cử - Các đảng phái tại Bỉ đạt thỏa thuận thành lập chính phủ với Elio Di Rupo làm thủ tướng. Tuy nhiên, nội các chưa được xác định cụ thể. (EUobserver) |

Quan hệ quốc tế
- Ngoại trưởng Hoa Kỳ Hillary Clinton gặp gỡ nhà lãnh đạo phong trào dân chủ Myanmar, Aung San Suu Kyi nhằm thúc đẩy cải cách dân chủ ở Myanmar. (AP)

|}
Tấn công và xung đột vũ trang
- Ít nhất 23 người bị giết tại Syria. (BBC)

|}
Kinh tế và thương mại
- Australia đồng ý xuất khẩu uranium cho Ấn Độ. (Al Jazeera)

|}
Chính trị và bẩu cử
- Đảng Nước Nga thống nhất giành chiến thắng trong cuộc bầu cử tại Nga. (AP theo Google News)

|}
Chính trị và bầu cử
- Sau 541 ngày thương thảo, một chính phủ Bỉ mới được thành lập với Elio Di Rupo giữ chức vụ thủ tướng. (RTBF)

|}
Lễ kỷ niệm
- Hoa Kỳ kỷ niệm 70 năm cuộc tấn công Trân Châu Cảng tại Hawai'i. (AP via WVEC)

|}
Luật pháp và tội phạm
- Hai người bị giết tại Đại học Bách khoa Virginia, nguyên là địa điểm của vụ xả súng đẫm máu nhất trong lịch sử Hoa Kỳ. (MSNBC)  (Wires theo Herald Sun)

|}
Quan hệ quốc tế
- David Cameron, Thủ tướng Vương quốc Anh, phủ quyết thay đổi nội dung hiệp ước về khủng hoảng tài chính của Liên minh châu Âu. (BBC)

|}
Chính trị và bầu cử
- Nhiều người Nga tham gia trong những cuộc biểu tình lớn nhất nước này từ khi Liên Xô sụp đổ để phản đối kết quả cuộc bầu cử Hạ viện mà họ cho là gian dối.

Khoa học
- Nguyệt thực toàn phần được quan sát tại châu Á, Australia và Bắc Mỹ. (BBC)

|}
Tấn công và xung đột vũ trang
- Nổi dậy ở Yemen 2011: Hàng trăm nghìn người biểu tình ở Yemen đòi xét xử Tổng thống Ali Abdullah Saleh. (Voice of Russia)

|}
Chínhi tị và bầu cử
- Canada thông báo sẽ rút khỏi Nghị định thư Kyoto. (Reuters)

|}
Tấn công và xung đột vũ trang
- Năm người thiệt mạng và hàng trăm người khác bị thương trong một vụ xả súng tại thành phố Liège, Bỉ.
- Ba binh sĩ Thái Lan bị giết bởi một quả mìn gần biên giới Campuchia. (UPI)

|}
Quan hệ quốc tế
- Chính phủ Hoa Kỳ, Australia, New Zealand và Hà Lan phản đối mùa đánh bắt cá voi của Nhật Bản ở bờ biển Nam Cực. (AFP theo News Limited)

|}
Tấn công và xung đột vũ trang
- Lá cờ Hoa Kỳ được hạ xuống ở Baghdad đánh dấu việc chấm dứt các chiến dịch quân sự của Hoa Kỳ tại Iraq sau gần chín năm diễn ra chiến tranh Iraq. (BBC)

|}
Kinh tế và thương mại
- Nga được chấp nhận là thành viên của Tổ chức Thương mại Thế giới.

Dịch bệnh và thảm họa
- Thủ tướng Nhật Bản tuyên bố đóng nguội nhà máy điện hạt nhân Fukushima I sau sự cố 9 tháng trước đây.
- Số người chết trong dịch bệnh tay, chân, miệng tại Việt Nam lên tới 156 với 96000 người mắc vào cuối tháng 11, năm 2011. (AP theo Washington Post)

Chính trị
- Thái Lan cấp lại hộ chiếu cho Thaksin Shinawatra, phát biểu rằng ông không còn là một "mối đe dọa". (Channel NewsAsia)

Văn hóa
- Nhà văn kiêm nhà báo người Mỹ gốc Anh Christopher Hitchens qua đời ở tuổi 62.

|}
Tấn công và xung đột vũ trang
- Binh lính Quân đội Ai Cập đàn áp người biểu tình ở Quảng trường Tahrir thuộc Cairo vào ngày thứ hai của cuộc đụng độ, khiến 10 người chết và hàng trăm người bị thương. (Reuters)

Thiên tai
- Lũ quét từ Bão Nhiệt đới Washi làm ít nhất 400 người Philippines thiệt mạng và hàng trăm người mất tích. (AP theo WVEC), (BBC), (AFP theo ABC News Australia)
- Một chiếc thuyền chở 380 người tị nạn từ Indonesia tới Australia bị đắm ngoài khơi bờ biển Java làm hàng trăm người mất tích. (Reuters theo ABC Australia)

Quan hệ quốc tế
- Iceland công nhận Nhà nước Palestine.    (AFP)

Chính trị
- Thượng viện Hoa Kỳ bỏ phiếu ủng hộ gia hạn cắt giảm thuế biên chế trong hai tháng. (CNN)
- Johann Lamont được bầu làm Chủ tịch Đảng Lao động Scotland, kế nhiệm Iain Gray. (BBC)

|}
Tấn công và xung đột vũ trang
- Liên đoàn Ả Rập đe dọa đưa Syria ra trước Liên Hợp Quốc trong vòng hai tuần nếu nước này tiếp tục đàn áp các cuộc nổi dậy. (Tân Hoa Xã)
- Bạo động tiếp diễn đến ngày thứ ba ở Quảng trường Tahrir, Cairo giữa Quân đội Ai Cập và người biểu tình. (Reuters)
- Đoàn xe cuối cùng chở binh lính của Quân đội Hoa Kỳ rút khỏi Iraq, đánh dấu sự kết thúc chính thức của chiến tranh Iraq. (Reuters)
- Một quả bom làm chết một người và gây bạo động ở Bangladesh giữa lực lượng an ninh và người biểu tình theo phe đối lập trong thời gian kỷ niệm 40 năm ngày độc lập đất nước. (Al Jazeera)
- Tình trạng bất ổn ở Zhanaozen, Kazakhstan, lan nhanh khi một chuyến tàu bị đốt cháy; một người bị bắn chết và 11 người bị thương. (BBC)

Thảm họa và thiên tai
- Chín người thiệt mạng trong một vụ nổ mỏ than ở Tân Châu Thị thuộc tỉnh Hồ Nam, Trung Quốc. (Tân Hoa Xã)
- 76 người trên giàn khoan Kolskaya gặp sự cố lật nhào ở biển Okhotsk thuộc vùng Viễn Đông Nga, làm bốn người chết và 50 người mất tích. (RT)
- Hội Chữ thập Đỏ Philippines ước tính số tử vong do lũ quét từ bão nhiệt đới Washi lên đến 521 người. (AP theo Google News)

Luật pháp và tội phạm
- Iran phóng thích hai nhà báo người Kuwait bị buộc tội gián điệp. (Al Arabiya)
- Hơn 50 người trong cuộc biểu tình Chiếm lấy Phố Wall bị bắt giữ khi đang cố gắng dựng một trại mới. (The Guardian)

Chính trị
- Dân làng Ô Khảm, miền nam Trung Quốc, đe dọa tấn công văn phòng chính phủ trong tuần này nếu những người biểu tình bị bắt không được trả tự do. (Bangkok Post)
- Hàng ngàn cuộc biểu tình ở nhiều thành phố của Nga kéo dài đến tuần thứ hai, nhằm phản đối kết quả của cuộc bầu cử quốc hội. (AP theo Google) (RIA Novosti)
- Václav Havel, cựu tổng thống Tiệp Khắc và là tổng thống Cộng hòa Séc, qua đời. (The Telegraph) (BBC)

Thể thao
- FC Barcelona của Tây Ban Nha vô địch Giải vô địch bóng đá thế giới các câu lạc bộ sau khi đánh bại Santos của Brasil với tỉ số 4-0 ở Yokohama, Nhật Bản. Barcelona đã đoạt cúp hai lần trong ba năm. (BBC)

|}
Tấn công và xung đột vũ trang
- Bạo động tiếp diễn đến ngày thứ tư ở Quảng trường Tahrir, Cairo. (Al-Jazeera)

THương mại và kinh tế
- Các sàn giao dịch chứng khoán lớn nhất của Nga, MICEX và RTS, hợp nhất thành MICEX-RTS.

Chính trị
- Chủ tịch Bắc Triều Tiên Kim Chính Nhật qua đời ở tuổi 70, theo truyền hình Nhà nước Cộng hòa Dân chủ Nhân dân Triều Tiên. (BBC)

|}
Kinh tế
- Tập đoàn Điện lực Việt Nam thông báo tăng giá điện 5%. (VnExpress)

Khoa học
- Một cặp hành tinh cỡ Trái Đất được phát hiện, quay quanh một ngôi sao cách Trái Đất 950 năm ánh sáng. (WSJ)

|}
Văn hóa và nghệ thuật
- Người Do Thái khắp nơi trên thế giới tổ chức lễ hội Hanukkah. (Haaretz)

Chính trị
- Cuộc nổi dậy của dân làng Ô Khảm, miền nam Trung Quốc, kết thúc sau khi những nhà chức trách thông báo sẽ thả ba người biểu tình bị bắt và đồng ý các yêu cầu khác. (The Telegraph)

Thảm họa và thiên tai
- Số người chết do ngập lụt ở Philippines do bão nhiệt đới Washi lên đến 1000 và còn tiếp tục tăng. (AP theo ABC News America)

Khoa học
- Soyuz TMA-03M, phóng từ Baikonur, đưa ba phi hành gia đến Trạm vũ trụ Quốc tế. (ESA)

|}
Tấn công và xung đột vũ trang
- Một loạt vụ đánh bom vào thủ đô Baghdad của Iraq khiến ít nhất 72 người chết và 169 người bị thương. (BBC) (CNN)

Khoa học
- Máy gia tốc hạt lớn thực hiện cuộc quan sát chi tiết loại hạt sơ cấp mới, boson Chi-b 3P. (BBC)

|}
Tấn công và xung đột vũ trang
- Nổi dậy ở Syria 2011: Truyền thông quốc gia Syria thông báo cái chết của ít nhất 40 người trong hai vụ bom xe tại Damascus. (BBC)

Thảm họa và thiên tai
- Một loạt dư chấn từ trận động đất 22 tháng 2 — dư chấn lớn nhất được ghi nhận là 6 độ trên thang đo Richter — diễn ra tại thành phố Christchurch, New Zealand. (New Zealand Herald)

|}
Tấn công và xung đột vũ trang
- Đại diện Liên đoàn Ả Rập gặp bộ trưởng ngoại giao Syria, một ngày sau những vụ đánh bom đẫm máu tại thủ đô Damascus. (Al Jazeera)

Chính trị
- Cuba thông báo thả 2.900 tù nhân – bao gồm một số tù nhân chính trị – trong vòng vài ngày tới. (BBC)

|}
Tấn công và xung đột vũ trang
- Ít nhất 39 người chết và nhiều người bị thương trong một loạt các vụ tấn công các nhà thờ tại Nigeria trong lễ cầu nguyện ngày Giáng sinh. Tổ chức Hồi giáo Boko Haram nhận trách nhiệm. (USA Today)

|}
Thương mại và kinh tế
- Brasil vượt qua Vương quốc Anh để trở thành nền kinh tế lớn thứ sáu thế giới. (BBC)

|}
Thảm họa và thiên tai
- Số người chết vì lũ lụt do bão nhiệt đới Washi gây ra ở Philippines lên đến 1500. (AFP via Sydney Morning Herald)

|}
Chính trị và bầu cử
- Bắc Triều Tiên bắt đầu hai ngày lễ tang cố lãnh đạo Kim Nhật Thành, mất ngày 17 tháng 12 vì nhồi máu cơ tim, thọ 69 tuổi. (BBC) (Tripoli Post)

Khoa học
- Cục hàng không vũ trụ Trung Quốc khởi động phần đầu tiên của hệ thống vệ tinh định vị Bắc Đẩu 2 để phục vụ Trung Quốc.

|}
Thảm họa
- Ít nhất 15 người chết và nhiều người bị thương trong một vụ nổ tại thành phố Rangoon, Myanmar. (BBC)

Khoa học
- Samoa và Tokelau đổi qua phía tây của Đường đổi ngày quốc tế và bỏ qua ngày 30 tháng 12.

|}
Tai nạn và thảm họa
- Số người chết trong lũ lụt Thái Lan 2011 lên đến 790. (Jakarta Post)

|}
Tai nạn và thảm họa
- Số người chết trong bão Thane miền nam Ấn Độ lên đến 33. (AFP theo Yahoo News)

Chính trị
- Kim Jong-un trở thành Tổng Tư lệnh quân đội Nhân dân Triều Tiên sau cái chết của cha ông, Kim Jong-il. (AP theo The Australian)

|}
|valign="top"  style="width:250px"|
|}